# Katarzyna Ryrych
Katarzyna Ryrych, z domu Dziki  (ur. 26 lutego 1959 w Krakowie) – polska pisarka, poetka, nauczycielka i malarka. Córka krakowskiej poetki Alicji Pochylczuk oraz prasoznawcy i dziennikarza Sylwestra Dzikiego. Ukończyła anglistykę na Uniwersytecie Jagiellońskim.
Zadebiutowała w 1981 roku tomikiem wierszy Zapiski pewnej hipiski. Jej młodzieńcze wiersze zebrane były również w tomiku Piosenki szalonej i almanachu poezji hippisów Życie w drodze pod redakcją Anny Radeckiej. Publikuje również swoje poezje w almanachach Związku Literatów Polskich i stowarzyszenia STAL. Cykl wierszy o podróży na Bałkany opublikowała w piśmie kulturalnym „Krasnogruda” Fundacji Pogranicze. Obecnie współpracuje z kwartalnikiem kulturalnym „Kozirynek”, gdzie umieszczone były fragmenty przygotowywanej do druku zbeletryzowanej historii swej rodziny na Ukrainie – Saga rodzinna ze Smirnoffem w tle, gdzie historia miesza się ze współczesnością, a liryczne opisy przyrody przeplatają się z tragediami II wojny światowej.
Zajmuje się także pisaniem książek dla dzieci. Uzyskała nagrody i wyróżnienia m.in. w konkursach:
- Książka Roku Polskiej Sekcji IBBY: 2008 - opowiadanie "Siedem sowich piór" (nominacja); 2015 - "Król" (wyróżnienie honorowe) ; 2023 -  "Linka w Mysim Mieście" i "Zupełnie inna bajka" (wyróżnienie literackie)[2],
- II Konkurs Literacki im. Astrid Lindgren[3]: 2011 -  "Wyspa mojej siostry" (pierwsza nagroda), "Łopianowe pole"(wyróżnienie), 2021 - "Lato w Rodos" (Grand Prix oraz I nagroda w kategorii wiekowej 10-14 lat)[4],
- Nagroda Literacka im. Kornela Makuszyńskiego: 2017 - "Koniec świata nr 13" (nominacja)[5], 2024 - "O Stephenie Hawkingu, czarnej dziurze i myszach podpodłogowych" (wyróżnienie),
- Literacka Podróż Hestii: 2021 - "Lato w Rodos" (nagroda)[6].

Stypendystka Literacka Fundacji PGZ w konkursie na powieść #WOLNOŚĆ_czytaj_dalej (w kapitule m.in. prof. Jarosław Klejnocki i Jacek Komuda).
Mieszka w Krakowie, ma dwóch synów.

## Twórczość
- Piosenki szalonej (1981)
- Zapiski pewnej hipiski (1981)
- Pamiętnik babuni; książka dla dzieci, wzruszająca opowieść o losach pewnej kotki ze schroniska (2006)
- Nie-bajki; bajki dla dzieci i dorosłych (2007)
- Wiersze z pazurkiem (2007)
- Skrzydłak (2007)
- Philo, kot w drodze (2008)
- Siedem sowich piór (2008)
- Wdowie Wzgórze (2009)
- Eviva l'arte! (2011)
- Wyspa mojej siostry (2011)
- O Stephenie Hawkingu, czarnej dziurze i myszach podpodłogowych (2013)
- Denim blue (2014)
- Za wszelką cenę (2014)
- Pepa w raju (2015)
- Król (2015)
- Koniec świata nr 13 (2016)
- Zginęła mi sosna (2017)
- Tylko dla twoich oczu (2017)
- Jasne dni, ciemne dni (2017)
- Życie motyli (2017)
- Łopianowe pole (2017)
- List od… (2017)
- Siódma piszczałka (2017)
- Wyżej niż wysoko (2018)
- Wilczek (2018)
- Bombka babci Zilbersztajn (2018)
- Tercet prowincjonalny (2018)
- Pan Apoteker (2018)
- Złociejowo (2018)
- Hodowla (2019)
- Mała wojna (2019)
- Mała Jerzego (2019)
- Bachor (2019)
- Maneki-neko (2020)
- Lato na Rodos (2020)
- Pas startowy (2021)
- Chuligania (2021)[10][11]
- Wojna w Kuropatkach (2022)
- Wszystko dla ciebie (2022)
- Dalej niż daleko (2022)
- Tuba i Patefon. Detektywi na wakacjach (2022)
- O dzielnym Myszaku spod Mądrego Drzewa (2022)
- Ach, strach! (2022)
- Drugi raz do tej samej rzeki (2022)
- Historie nieoczywiste (2023)
- Porwie nas wiatr (2023)
- Zupełnie inna bajka (2023)
- Kot Philo i złota Bastet (2023)
- Sprzedawca marzeń (2023)
- Wilczy księżyc (2024)[12]